# Assedio di Cirta
L'assedio di Cirta fu una disputa locale tra i sovrani rivali numidi, Aderbale e Giugurta nel 113 a.C. per ereditare il trono della Numidia, dopo la morte del Re Micipsa. Giugurta decise di invadere le zone controllate da Aderbale, sconfiggendolo e assediandolo nella sua capitale Cirta. Nonostante il tentativo di stipulare un trattato da parte di due deputati, lo stesso Giugurta li ignorò. Una volta che la città fu costretta ad arrendersi, Aderbale venne brutalmente torturato fino alla morte, uccise tutti i suoi avversari politici, inclusi molti romani. A causa di quest'ultima azione, diede inizio alla Guerra giugurtina tra Roma e Numidia.

## Storia
La Numidia è stata un antico regno collocato nell'Africa settentrionale (corrispondente all'attuale Algeria) adiacente a quello che era stato l'acerrimo nemico storico della Repubblica romana, Cartagine. Massinissa, noto re berbero e uno dei più fidati alleati di Roma durante la Terza guerra punica, morì nel 149 a.C. passando al trono il figlio Micipsa, che regnò dal 149 al 118 a.C. Ad una sua ipotetica morte, Micipsa aveva tre potenziali eredi, due tra loro erano i suoi figli, Iempsale I e Aderbale, mentre l'ultimo era un nipote illegittimo, Giugurta. Lo stesso Giugurta, aveva preso parte all'assedio di Numancia, sotto l'autorità di Scipione Emiliano, dove grazie ai rapporti amichevoli instaurati con gli aristocratici romani, apprese una vasta conoscenza delle abitudini romane e delle loro tattiche militari.
Micipsa, preoccupato che una volta giunti alla sua morte, Giugurta avrebbe usurpato il suo regno dai suoi stessi figli, decise di adottarlo lasciandogli l'eredità in modo equo insieme ai cugini. Dopo l'avvenuta morte di Micipsa, i tre re berberi caddero e alla fine si accordarono tra loro per dividersi la loro eredità in tre regni ben distinti e autonomi. Quando non si riuscì a stipulare un accorto per le scissioni, Giugurta dichiarò guerra ai due cugini. Hiempsal, il più giovane venne assassinato dai sicari assoldati da Giugurta. Una volta radunato un esercito, marciò contro Aderbale, che fuggì verso Roma. Lì prese alloggio al senato romano per l'arbitrato.
La Repubblica romana, incaricò l'ex console Lucio Opimio di dedicarsi della questione in Numidia, ma i senatori insieme a lui furono corredati da Giugurta, per assoldarlo dal suo crimine e per dividere equamente il regno conteso tra lui e Aderbale. Giugurta corrompendo la commissione, acquisì la metà occidentale più prospera. Nel 116, ancora insoddisfatto dei suoi straordinari risultati, Giugurta cercò di provocare il suo rivale per dare inizio ad una guerra, commettendo ripetute minacce e razzie con la propria cavalleria al fronte.
Aderbale non rispose alle minacce subite, invece inviò prudentemente una lettera a Roma per protestare della cattiva condotta di Giugurta. Il senato non intervenne in nessun modo, così nel 113 Giugurta decise infine di invadere il regno del cugino. Aderbale lo affrontò con le sue scarse forze numeriche vicino a Rusicade e venne miserabilmente sconfitto. Batté in ritirata con i sopravvissuti nella propria capitale, Cirta.

## Assedio
Cirta era situata strategicamente su una collina adiacente al fiume Ampsaga che aggirava la cittadina. La città aveva una considerevole minoranza romana, per lo più composta da mercanti di una certa importanza e di conseguenza dalle loro famiglie, unendosi alle forze per il presidio della città. Cirta resistette per un gran lasso di tempo contro i berberi in attesa dell'arrivo di Aderbale Barca. Prima di arrivare, quest'ultimo decise di inviare dei messaggeri a Roma per informare l'invasione nella Numidia da parte di Giugurta. Una commissione costituita da dieci romani inesperti fu inviata per negoziare con Giugurta. Esso alla fine decise di congedarli, sostenendo che Aderbale aveva tentato di avvelenarlo, dunque furono costretti a tornare a Roma senza alcun risultato.
Il Senato inviò una delegazione più influente guidata da Marco Emilio Scauro, uno dei più prestigiosi e influenti politici romani del periodo, per minacciare il potere di Giugurta. Dopo un furente ma infruttuoso tentativo di trasportare le mura di Cirta prima dell'arrivo di questo gruppo, Giugurta andò a ricevere la delegazione a Utica. Ne conseguì una lunga ma inconcludente negoziazione, in cui esso fece di tutto per prolungare le discussioni con vaghe proteste, senza fare alcuna concessione. Anche la commissione di Scauro tornò a Roma senza ottenere alcun risultato o compromesso. A questo punto Aderbale, vedendo la situazione critica a causa delle provviste esaurite fu costretto ad arrendersi. Una volta che la città passò al controllo berbero, i romani poterono restare contando sulla loro immunità. Aderbale venne condannato a morte tramite una tortura lenta e dolorosa, mentre coloro che si erano uniti alla guarnigione della città furono giustiziati senza ritegno.

## Conseguenze
Con la perdita di un leale e alleato di grande valore portò un oltraggio gravoso nella società romana dell'epoca. Ciò era aggravato dalla convinzione generale che Scauro e il suo successore, così come per le precedenti commissioni romane a Giugurta, avesse accettato dei doni da parte dei romani. Inoltre il Senato tentò invano di sopprimere il tumulto; ma il tribuno Gaio Memmio eletto per l'anno successivo, dichiarò di incriminare i senatori sospettati di corruzione. Successivamente il Senato dichiarò guerra aperta, facendo scoppia la Guerra giugurtina avvenuta dal 111 - 106 a.C. Giugurta alla fine viene sconfitto dalle menti belliche romane Quinto Metello Numidico e Gaio Mario, la quale quest'ultimo riuscì a catturare Giugurta stesso e lo portò fino a Roma per una morte in agonia nell'Tullianum (attualmente la prigione è conosciuta come Carcere Mamertino).